# Tabanus campestris
Tabanus campestris är en tvåvingeart som beskrevs av Juan Brèthes 1910. Tabanus campestris ingår i släktet Tabanus och familjen bromsar. Inga underarter finns listade i Catalogue of Life.